# Protomunda nigella
Protomunda nigella är en insektsart som beskrevs av Andrej Vasiljevitj Gorochov 2007. Protomunda nigella ingår i släktet Protomunda och familjen syrsor. Inga underarter finns listade i Catalogue of Life.